# DU Manufacturing
Die DU Manufacturing Co. Ltd. war ein britischer Automobilhersteller in Clapham, London. Nur 1914 wurde dort ein Leichtfahrzeug unter dem Namen D Ultra gebaut.
Der Wagen wurde ausschließlich aus Komponenten anderer Hersteller montiert. Weiteres ist über das Fahrzeug nicht bekannt.
Er erschien zum denkbar ungünstigsten Zeitpunkt, zu Beginn des Ersten Weltkrieges. Nach dem Krieg lebte die Produktion nicht wieder auf.

## Quelle
- David Culshaw & Peter Horrobin: The Complete Catalogue of British Cars 1895–1975. Veloce Publishing plc. Dorchester (1999). ISBN 1-874105-93-6